# 新濠影滙綜藝館
新濠影匯綜藝館（英語：Studio City Event Center）是澳門的一座室內活動場館，位於新濠影匯，於2015年10月27日與新濠影匯同時開幕。為一座多用途綜藝館，設有5,000個座位，可供舉行演唱會及頒獎典禮，可輕易調整設置充分配合不同規模活動的需要，適合舉辦各種形式的活動，包括各類體育賽事如籃球、網球和MMA拳賽。

## 歷史
2015年1月12日，新濠博亞娛樂公布新濠影匯首期於該年年中開幕。聯席主席兼行政總裁何猷龍表示，項目定位為以荷里活電影為主題的娛樂渡假村，內部更設有5,000個座位的多用途綜藝館。
2015年9月8日，新濠影滙綜藝館舉行最潮最熱音樂季度啟動禮，宣佈香港歌手郭富城把其個人最為賣座之「舞臨盛宴」演唱會於該年11月帶到澳門。
2015年10月27日，綜藝館連同新濠影匯一起開幕，新濠博亞娛樂邀請三大國際級樂壇巨星進行表演，其中於綜藝館內舉行開幕盛典演唱會，將緊隨星光熠熠的紅地毯儀式後舉行，包括邀請到國際級樂壇天后瑪麗·嘉兒(Mariah Carey)、亞洲“舞台王者”郭富城及韓國人氣女子組合SISTAR一起擔任表演嘉賓。除以上的舞台巨星外，由奧斯卡金像導演馬田‧史高西斯執導、荷里活傳奇巨星羅拔‧狄尼路、李安納度及畢彼特擔綱演出的《選角風雲》（The Audition）將在新濠影滙開幕禮上作全球首映。

## 概況
新濠影匯綜藝館為一座多用途的綜藝館，設有5,000個座位，可供舉行演唱會及頒獎禮。這個多用途綜藝館亦可以輕易作出調整設置，充份配合不同規模活動的需要，適合舉辦各種形式的活動，箇中包括各類的體育賽事如籃球、網球和MMA拳賽。另外更設有16間豪華私人貴賓廂房，以及242個貴賓席及可提供餐飲款待的豪華貴賓廊。

## 主要大型活動

### 演唱會及音樂會
- 2015年10月27日：新濠影匯開幕盛典演唱會[8][9] [5]
- 2015年11月7日：郭富城舞臨盛宴夢幻距離世界巡迴演唱會澳門站2015[10]
- 2015年11月14日、21日和28日：「炫音狂熱」演唱會 - 台灣音樂紅人騷[11]
- 2015年12月5日：周柏豪 PAKHO PERFECT 8 Macau Live 2015
- 2016年2月20日至21日：麥當娜《Rebel Heart Tour》演唱會澳門站[12]
- 2016年3月5日：丁噹《我愛你戀習曲》演唱會 澳門站
- 2016年3月26日：S.H.E《S.H.E NEVER SAY GOODBYE》音樂會
- 2016年4月16日：「莫文蔚看看世界巡迴演唱會」澳門站[13]
- 2016年5月14日：炫音狂熱《‘愛是信仰 ’演唱會 － 蕭敬騰 X 范瑋琪》
- 2016年5月28日：SUPER JUNIOR SPECIAL EVENT “SUPER CAMP” IN MACAU
- 2016年6月1日：DJ Revolution電音起義呈獻：<Don’t Let Daddy Know 2016>電音起義音樂節 [14]
- 2016年6月18日：BTS防彈少年團《2016 BTS LIVE 花樣年華 ON STAGE: EPILOGUE IN MACAU》 [15]
- 2016年7月23日及24日：黎明Leon Random Love Songs Live in Studio City
- 2016年7月30日：《陳綺貞Acoustic Cheer-ego房間裡的音樂會 2016巡迴演唱會》
- 2016年8月13日：《韓紅 當紅不讓巡迴演唱會– 澳門站》
- 2017年5月3日：《張惠妹AMEI 烏托邦2.0慶典世界巡迴演唱會》澳門站[16]
- 2017年10月28日：張杰2017我想世界巡迴演唱會澳門站
- 2018年1月20日：《譚詠麟 40週年演唱會 2018–澳門站》
- 2018年7月7日：《福祿壽十週年演唱會 – 澳門站》
- 2018年8月19日：鄭秀文 Sammi By My Side Birthday Gig
- 2020年1月19日：“工銀之夜•新年音樂會”，邀請到國際著名鋼琴家郎朗以及廣州交響樂團共同演出[17]。
- 2020年1月31日至2月1日：《黎明 Leon Lai Metro Live 2.0 澳門站》：受澳門本地COVID-19疫情影響取消[18]
- 2023年1月27日：新濠風尚呈獻：關喆「濠」想你的夜2023演唱會
- 2023年8月19日：張遠「嘉賓」2023巡迴演唱會澳門站
- 2023年9月2日及3日：新濠星聚中秋演唱會
- 2023年9月9日及10日：INFINITE CONCERT <COMEBACK AGAIN> IN MACAU
- 2023年10月14日：隊長Young Captain”行至此地”2023世界巡演澳門站（取消）
- 2023年11月25日：鄭秀妍 Diamond Dreams Concert 鑽石夢想巡迴演唱會
- 2023年12月2日及3日：D&E WORLD TOUR FANCON - [DELIGHT PARTY] 澳門站
- 2023年12月9日：2023 iKON WORLD TOUR TAKE OFF
- 2024年4月13日：2024 CNBLUE LIVE "CNBLUENTITY" IN MACAU
- 2024年6月22日：NMIXX CHANGE UP: MIXX UNIVERSITY IN MACAU
- 2024年8月31及9月1日：THE BOYZ WORLD TOUR : ZENERATION II in MACAU
- 2024年9月21及22日：2024 aespa LIVE TOUR - SYNK: PARALLEL LINE in MACAU
- 2024年9月27及28日：2024 Red Velvet FANCON TOUR <HAPPINESS: My Dear, ReVe1uv> in MACAU
- 2024年10月5日及6日：新濠風尚呈獻：【那英2024我在澳門演唱會】
- 2024年10月19日：永慶升平2024德雲社孟鶴堂/周九良相聲專場－澳門站
- 2024年10月26日：CNBLUE 2024 CNBLUE LIVE - VOYAGE into X IN MACAU
- 2024年11月23日及24日：周柏豪 「第四篇」澳門粉絲見面會
- 2024年12月28日：李準基 2024 LEE JOON GI ASIA TOUR 《JOONGI'S DAY: FESTIVAL》IN MACAU
- 2024年12月30日及31日：MIRROR MIRROR 2024 Grand Finale Live Macau
- 2025年1月4日：泰民 2024-25 TAEMIN WORLD TOUR [EPHEMERAL GAZE] IN MACAU
- 2025年1月11日及12日：INFINITE 15TH ANNIVERSARY CONCERT <LIMITED EDITION> IN MACAU
- 2025年1月18日及19日：Super Junior-D&E WORLD TOUR : ECLIPSE in MACAU
- 2025年2月2日：2025 樂動新春巨星演唱會
- 2025年2月15日：2024 WayV CONCERT [ON THE Way] in MACAU
- 2025年3月2日：藝聲 2025 YESUNG CONCERT [It’s Complicated] in Macau
- 2025年3月29日：李敏鎬 2025 LEE MINHO ASIA FANMEETING TOUR ‘MINHOVERSE’IN MACAU
- 2025年8月30日：KARA 2025 KARA “The Phoenix Tour”中國澳門站

### 「新濠尊屬系列」演唱會
「新濠尊屬系列」演唱會又稱《新濠巨星系列演唱會》，是亞洲首個雲集華語樂壇巨星之駐唱演出，每位天王天后將編制及創作獨一無二的演唱會內容，為亞洲帶來新濠限定的頂級娛樂鉅獻。新濠一直貫徹推動澳門多元發展的堅定決心，將前所未有之駐唱演出文化帶到澳門，為所有旅客以及市民迎來極致娛樂體驗。
- 2023年4月1日至4月23日：《容祖兒Eternity演唱會2023》（共8場）[21]
- 2023年5月1日至6月18日：《黎明STAGE ON 8演唱會》（共14場）[22]
- 2023年7月1日至30日：《郭富城夢幻舞林演唱會2023》（共10場）[23]
- 2024年3月9日至4月7日：《郭富城夢幻舞林演唱會2024》（共8場）
- 2024年5月1日至6月16日：《黎明STAGE ON 8演唱會2024》（共10場）[24]
- 2024年7月13日至8月25日：《容祖兒Eternity演唱會2024》（共12場）[25]
- 2025年4月12日至5月18日：《容祖兒Eternity演唱會2025》（共10場）
- 2025年5月31日至6月29日：《黎明STAGE ON 8演唱會2025》（共10場）
- 2025年7月12日至28日：《郭富城夢幻舞林演唱會2023》（共7場）

### 駐場演出
- 2018年12月14日至2019年1月22日（試演）；2019年1月23日至2019年7月21日（正式演出）：《狂電派》特技滙演，與頂尖娛樂策演公司斯達菲強勢攜手打造，時長75分鐘[26]。

### 脫口秀
- 2016年2月26日：‘Notorious World Tour’ 澳門站[27]

### 體育比賽
- 2017年11月29日-12月6日：「大衛英雄匯」世界格鬥王者爭霸賽[28]
- 2018年5月26日：“英雄匯”世界格鬥王者爭霸賽[29]
- 2017年9月20日至24日：“超級8”籃球邀請賽
- 2018年9月18日至23日：“非凡12”籃球賽[30]
- 2019年9月29日：「大衛尊武天下」世界搏擊爭霸賽[31]
- 2021年1月23日：「橫琴之巔-武林風2021全球功夫盛典」[32]
- 2023年12月13日：2023–24年東亞超級聯賽（馬尼拉電氣（英语：Meralco Bolts） vs 琉球黃金帝王）
- 2023年12月22日至24日：2023 澳門斯諾克大師賽
- 2024年9月14日至15日：2024林丹杯羽毛球公开赛[33]
- 2024年10月30日：2024–25年東亞超級聯賽（澳門黑熊 vs 琉球黃金國王）
- 2024年11月6日：2024–25年東亞超級聯賽（澳門黑熊 vs 釜山KCC宙斯盾）
- 2024年12月11日：2024–25年東亞超級聯賽（桃園璞園領航猿 vs 水原KT音速彈 / 澳門黑熊 vs 新北國王）
- 2025年11月9日至21日：中華人民共和國第十五屆運動會：五人籃球（男子18歲以下組）[34]

### 其他活動
- 2016年4月6日：「澳門優質服務品牌選舉2015」頒獎典禮[35]
- 2016年10月15日至16日：第五屆世界旅遊經濟論壇[36]
- 2019年10月9日：第一屆「藝文薈澳」慶祝晚宴[37]
- 2019年11月12日：第四屆《澳！ MV頒獎盛典》[38]

## 外部連結
- 新濠影滙綜藝館 （页面存档备份，存于）